# بتاكسار
بتاكسار هي بلدة في مقاطعة ترمذ في ولاية صرخنداريا في أوزبكستان.